# Chelghoum Laïd
Chelghoum Laïd (em árabe: شلغوم العيد) é uma cidade e comuna localizada na província de Mila, Argélia. Segundo o censo de 2008, a população total da cidade era de 82 560 habitantes.
Chelghoum Laïd é a maior cidade da província de Mila. É conhecida por seu fruto e mercado nacional de vegetais.